# Search Corporation
Search Corporation este o companie de proiectare și consultanță din București.
Compania a fost înființată în 1991 de omul de afaceri Michael Stanciu.
Portofoliul de lucrări este unul diversificat, de la aeroporturi până la drumuri și poduri.
Cifra de afaceri:
- 2009: 60 de milioane lei (15 milioane euro)[3]
- 2008: 73 milioane lei[1]
- 2006: 8,8 milioane euro[2]